# Астраханская епархия
Астраха́нская епархия — епархия Русской православной церкви, объединяющая приходы и монастыри в южной части Астраханской области (в пределах города Астрахань, а также Володарского, Икрянинского, Камызякского, Лиманского и Приволжского районов). Входит в состав Астраханской митрополии.

## История
Епархия учреждена в 1602 году при царе Борисе Годунове и патриархе Иове после ходатайства игумена Астраханского Троицкого монастыря Феодосия (Харитонова) о выделении её в самостоятельную епархию из состава обширной Казанской епархии.
Архиепископия с 1605 года, митрополия с 8/18 июня 1667 года по 3/14 апреля 1714 года.
С 1991 по 2001 год число приходов Астраханской епархии увеличилось с 17 до 61. По сравнению с тем же 1991 годом, когда в епархии служили 29 священников и 6 диаконов, в 2001 году их было уже соответственно 60 и 13.
12 марта 2013 решением Священного Синода РПЦ из состава епархии была выделена северная часть Астраханской области, на территории которой была образована Ахтубинская епархия.

## Изменения названия
За всё время существования состав и наименование епархии неоднократно изменялись. Так, на протяжении всего исторического периода существовали:
- Астраханская и Терская епархия (1602—1723)
- Астраханская и Ставропольская епархия (1723—1799)
- Астраханская и Моздокская епархия (1799—1803)
- Астраханская и Кавказская епархия (1803—1829)
- Астраханская и Енотаевская епархия (1829—1917)
- Астраханская и Царевская епархия (5 сентября[нет в источнике] 1917—1943)
- Астраханская и Сталинградская епархия (1943—1959)
- Астраханская и Енотаевская епархия (27 июля[нет в источнике] 1959 — 12 марта 2013)
- Астраханская епархия (с 12 марта 2013)[3]

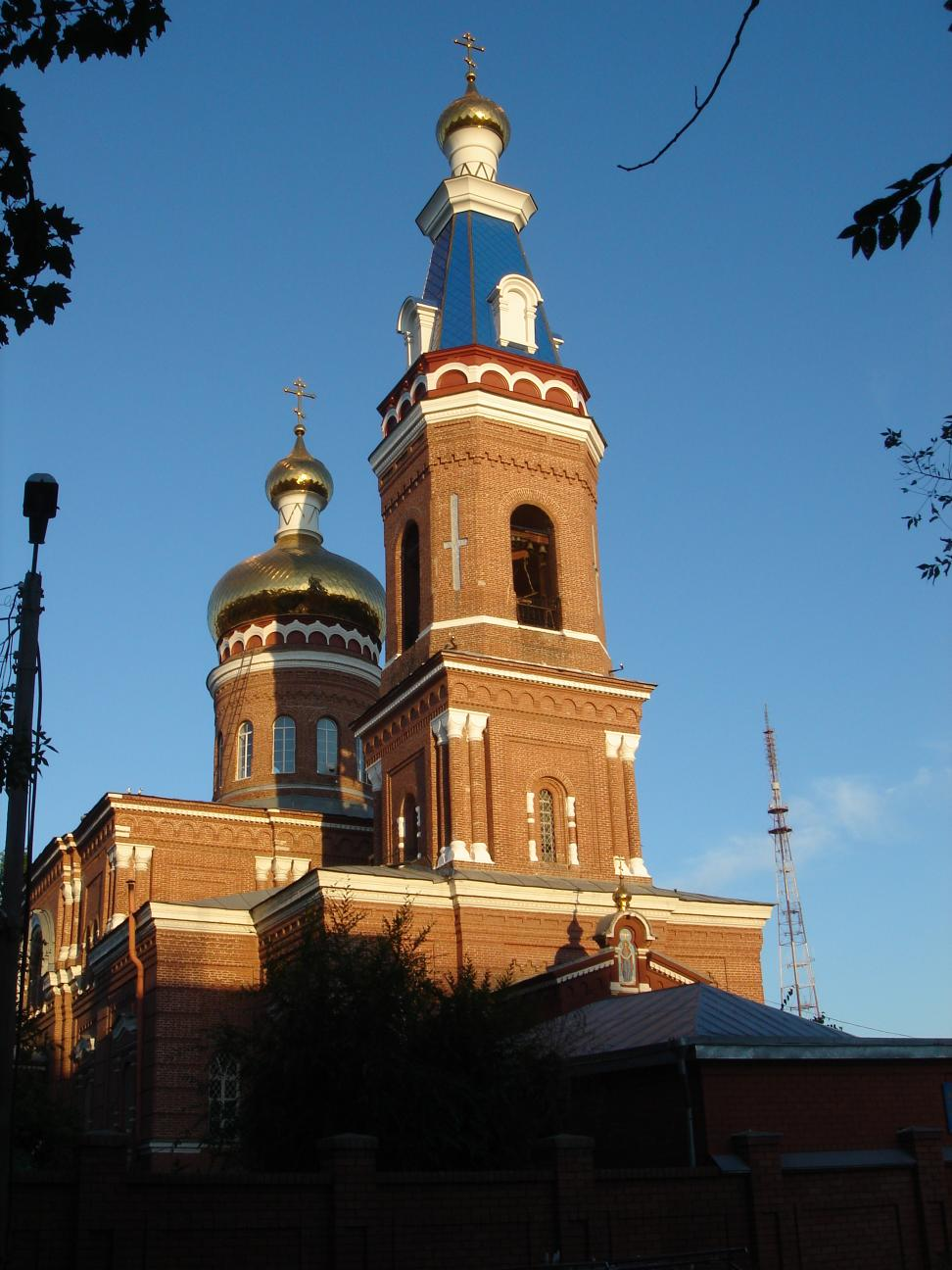
Покровский собор в Астрахани
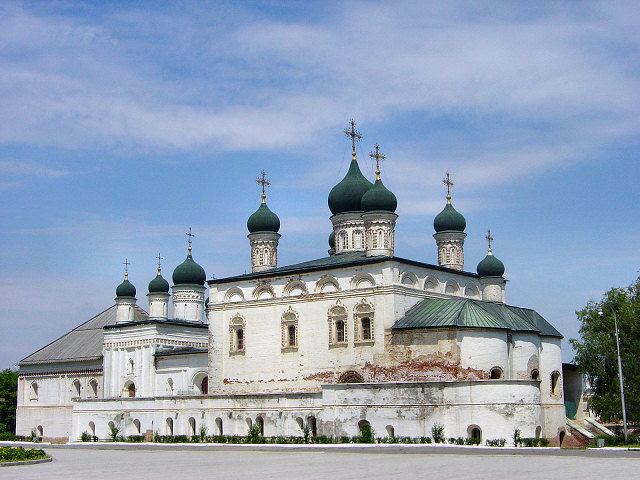
Троицкий собор в Астрахани
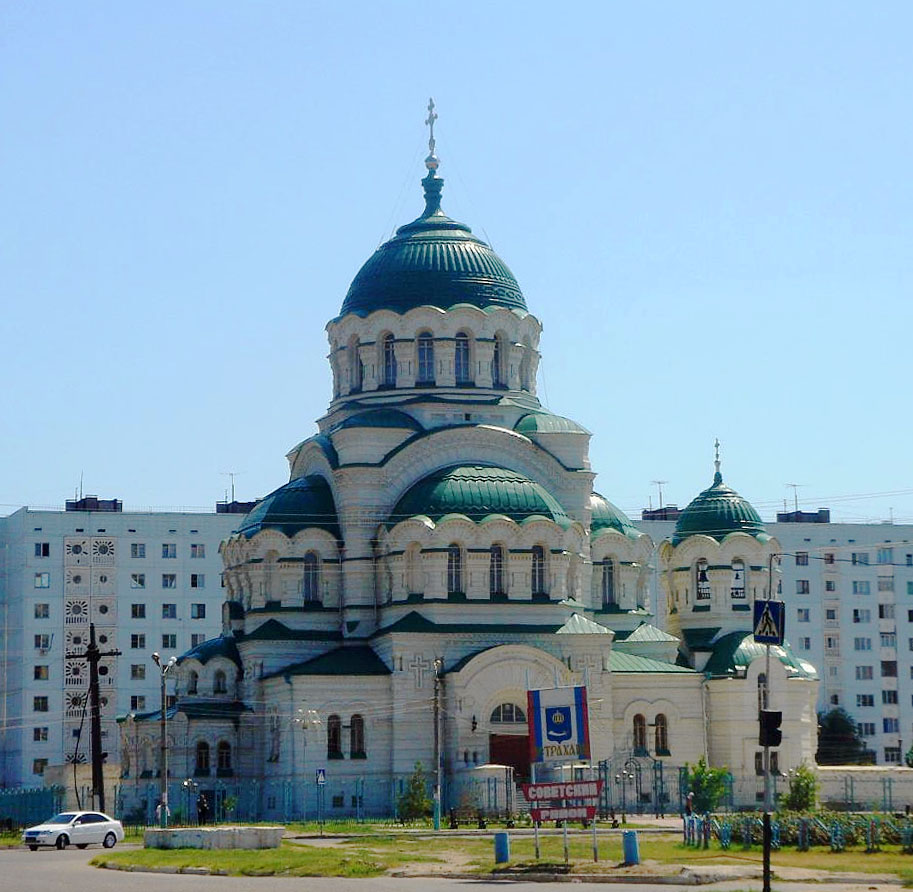
Храм св. Князя Владимира
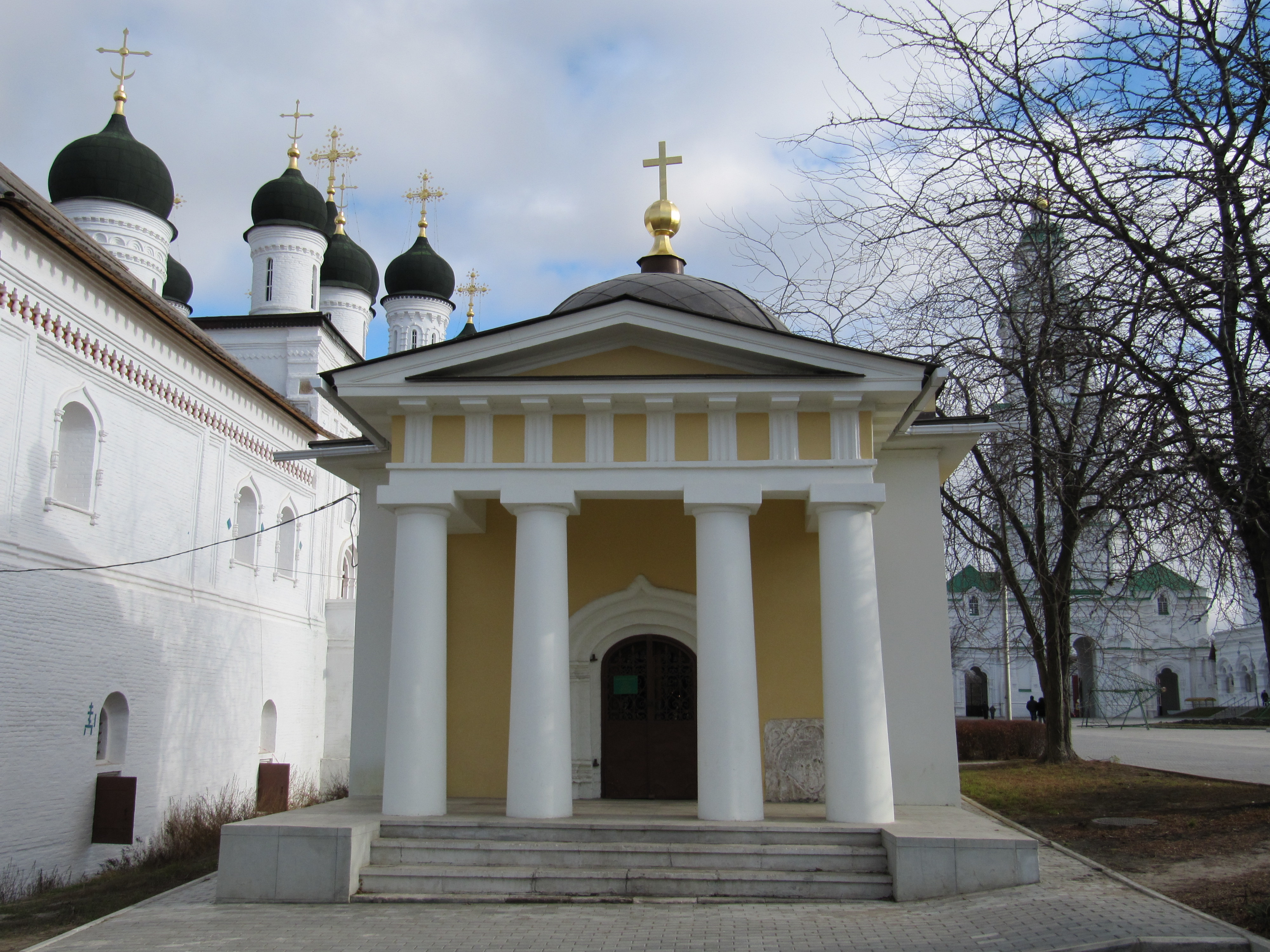
Кирилловская часовня, Астраханский Кремль
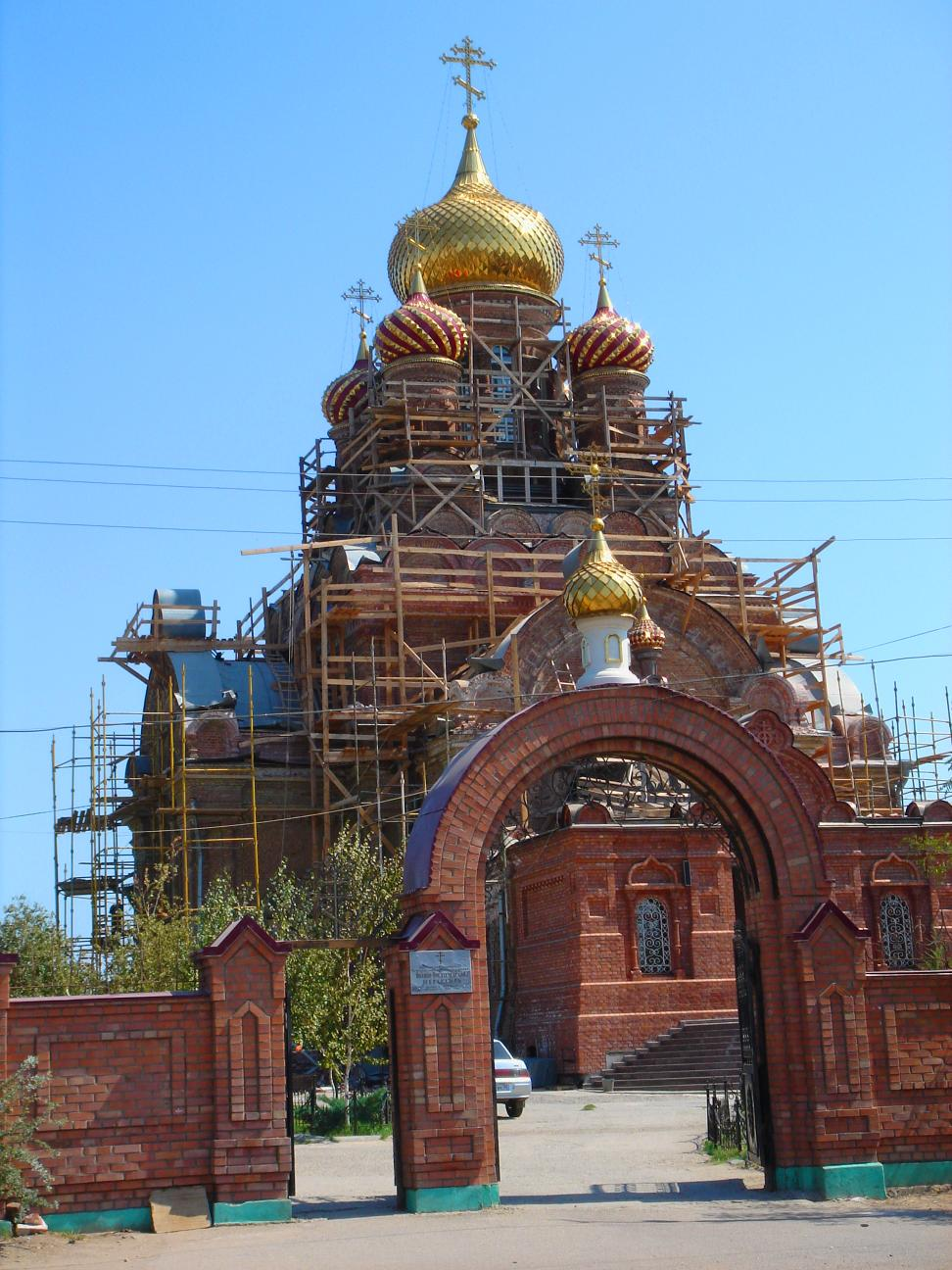
Иоанно-Предтеченский монастырь
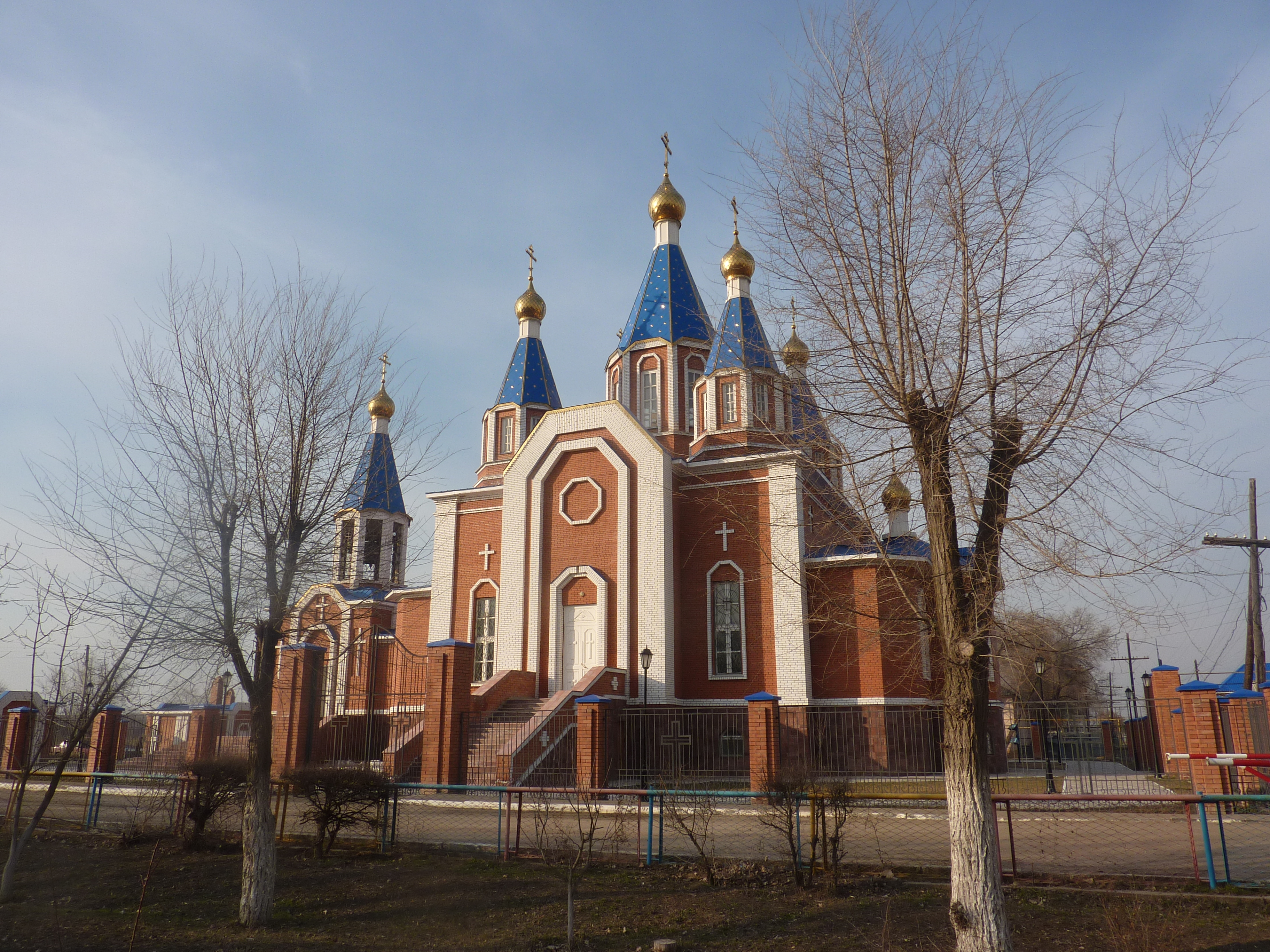
Храм в Камызяке

## Епископы
- Феодосий (Харитонов) (1602 — 18 декабря 1606)
- Онуфрий (15 февраля 1615 — 23 июля 1628)
- Макарий (13 января 1629 — 28 января 1638)
- Рафаил (17 мая 1638 — 20 декабря 1640)
- Пахомий (Борзунов) (17 июня 1641 — 31 мая 1655)
- Иосиф (4 мая 1656 — 11 мая 1671)
- Парфений (25 февраля 1672 — 5 октября 1680)
- Никифор (27 июня 1681 — 28 октября 1682)
- Савватий (4 марта 1683 — 1 июля 1696)
- Сампсон (2 февраля 1697 — 3 апреля 1714)
- Иоаким (Владимиров) (22 января 1716 — 23 июня 1723)
- Лаврентий (Горка) (6 сентября 1723 — 7 сентября 1727)
- Варлаам (Леницкий) (7 сентября 1727 — 7 июня 1730)
- Лев (Юрлов) (8 июня — 2 октября 1730) в епархию не прибыл
- Иларион (15 августа 1731 — 9 июня 1755)
- Мефодий (Петров) (10 мая 1758 — 29 мая 1776)
- Антоний (Румовский) (27 августа 1776 — 10 ноября 1786)
- Никифор (Феотоки) (28 ноября 1786 — 16 апреля 1792)
- Тихон (Малинин) (18 мая 1792 — 14 ноября 1793)
- Феофил (Раев) (6 февраля — 11 марта 1794) на епархии не был, назначение отменено
- Платон (Любарский) (11 марта 1794 — 18 августа 1805)
- Афанасий (Иванов) (18 августа 1805) скончался в день назначения
- Анастасий (Братановский-Романенко) (20 декабря 1805 — 9 декабря 1806)
- Сильвестр (Лебединский) (25 февраля 1807 — 10 февраля 1808)
- Гаий (Токаов) (10 февраля 1808 — 20 февраля 1821)
- Иона (Василевский) (26 апреля 1821 — 1 октября 1821)
- Авраам (Шумилин) (29 октября 1821 — 7 мая 1824) По «Церковным Ведомостям» (1890)), — первая дата иная: 21 октября 1821)
- Мефодий (Пишнячевский) (27 июня 1824 — 30 сентября 1825)
- Павел (Саббатовский) (26 февраля 1826 — 7 февраля 1832)
- Виталий (Борисов-Жегачев) (12 марта 1832 — 4 декабря 1840)
- Стефан (Романовский) (1 марта 1841 — 4 декабря 1841)
- Смарагд (Крыжановский) (31 декабря 1841 — 12 ноября 1844)
- Евгений (Баженов) 12 ноября 1844 — 15 апреля 1856)
- Афанасий (Дроздов) (15 апреля 1856 — 6 апреля 1870)
- Феогност (Лебедев) (27 июня 1870 — 7 декабря 1874)
- Хрисанф (Ретивцев) (29 декабря 1874 — 8 декабря 1877)
- Герасим (Добросердов) (8 декабря 1877 — 24 июня 1880)
- Евгений (Шерешило) (26 июня 1880 — 16 декабря 1889)
- Павел (Вильчинский) (16 декабря 1889 — 21 ноября 1892)
- Исаакий (Положенский) (21 ноября — 19 декабря 1892) в епархии не был
- Павел (Вильчинский) (19 декабря 1892 — 13 ноября 1893)
- Митрофан (Невский) (13 ноября 1893 — 10 августа 1896)
- Сергий (Серафимов) (10 августа 1896 — 13 апреля 1902)
- Тихон (Оболенский) (апрель 1902) в/у, епископ Николаевский
- Георгий (Орлов) (27 апреля 1902 — 11 июля 1912)
- Иннокентий (Кременский) (15 апреля - 15 августа 1912) в/у, епископ Царевский
- Феофан (Быстров) (25 июня 1912 — 8 марта 1913)
- Иннокентий (Кременский) (7 февраля 1913 — 2 марта 1913) в/у, епископ Царевский
- Никодим (Боков) (8 марта 1913 — 13 марта 1914)
- Филарет (Никольский) (20 марта 1914 — 24 мая 1916)
- Митрофан (Краснопольский) (6 июля 1916 — 21 июня 1919)
  - Леонтий (фон Вимпфен) (1918); в/у, епископ Енотаевский
- Анатолий (Соколов) (1919—1920) в/у, епископ Енотаевский
- Палладий (Соколов) (февраль — 1 июня 1920)
  - Анатолий (Соколов) (1920—1922) в/у, уклонился в обновленчество
- Фаддей (Успенский) (13 марта 1922 — 27 июня 1927)
- Иннокентий (Ястребов) (июнь 1927 — 22 мая 1928)
  - Стефан (Гнедовский) (1927—1928) в/у, епископ Енотаевский
- Филипп (Ставицкий) (13 июня 1928 — 30 августа 1933)
  - Андрей (Комаров) (28 октября 1929 — 13 октября 1930), в/у
- Алексий (Орлов) (1930—1931) в/у, епископ Малмыжский
- Андрей (Комаров) (13 октября 1933 — 27 апреля 1939)
- 1939—1942 — не занята
- Григорий (Чуков) (14 октября 1942 — декабрь 1943) в/у, архиепископ Саратовский
- Филипп (Ставицкий) (декабрь 1943 — 30 октября 1947)
- Николай (Чуфаровский) (30 октября — 12 декабря 1947) на епархии не был, назначение отменено
- Филипп (Ставицкий) (12 декабря 1947 — 12 декабря 1952) 3-й раз
- Гурий (Егоров) (декабрь 1952 — июнь 1953) в/у
- Леонид (Лобачев) (7 июня 1953 — 9 февраля 1954)
- Сергий (Ларин) (9 февраля 1954 — 27 июля 1959)
- Гавриил (Огородников) (27 июля 1959 — 15 сентября 1960)
- Павел (Голышев) (15 сентября 1960 — 23 июня 1964)
- Иона (Зырянов) (5 июля 1964 — 27 февраля 1968)
- Пимен (Хмелевский) (27 февраля — 30 июля 1968) в/у, епископ Саратовский
- Михаил (Мудьюгин) (30 июля 1968 — 27 декабря 1979)
- Феодосий (Дикун) (27 декабря 1979 — 20 февраля 1990)
- Филарет (Карагодин) (11 марта 1990 — 20 октября 1992) с 12 августа 1992 года в/у, епископ Дмитровский
- Иона (Карпухин) (25 октября 1992 — 15 июля 2016)
- Никон (Фомин) (c 15 июля 2016)

## Викариатства
- Енотаевское (недейств.)
- Моздокско-Маджарское викариатство (недейств.)
- Царёвское (недейств.)

## Благочиния
Епархия разделена на 10 церковных округов:
- Владимирское благочиние (Советский район Астрахани)
- Златоустовское благочиние (Кировский район Астрахани)
- Петропавловское благочиние (Ленинский район Астрахани)
- Преображенское благочиние (Трусовский район Астрахани)
- Володарское благочиние
- Икрянинское благочиние
- Камызякское Благочиние
- Лиманское благочиние
- Приволжское благочиние
- Монастырское благочиние

## Монастыри
- Иоанно-Предтеченский монастырь в Астрахани (мужской)

недействующие
- Покрово-Болдинский монастырь в Астрахани (мужской)
- Спасо-Преображенский монастырь в Астрахани (мужской), разрушен
- Высокогорская Успенско-Николаевская Чуркинская пустынь в Володарском районе (мужской)
- Благовещенский монастырь в Астрахани (женский)
- Свято-Троицкий монастырь в Астрахани (мужской)